# Landtagswahl in Schleswig-Holstein 1979
- SPD: 31
- SSW: 1
- FDP: 4
- CDU: 37

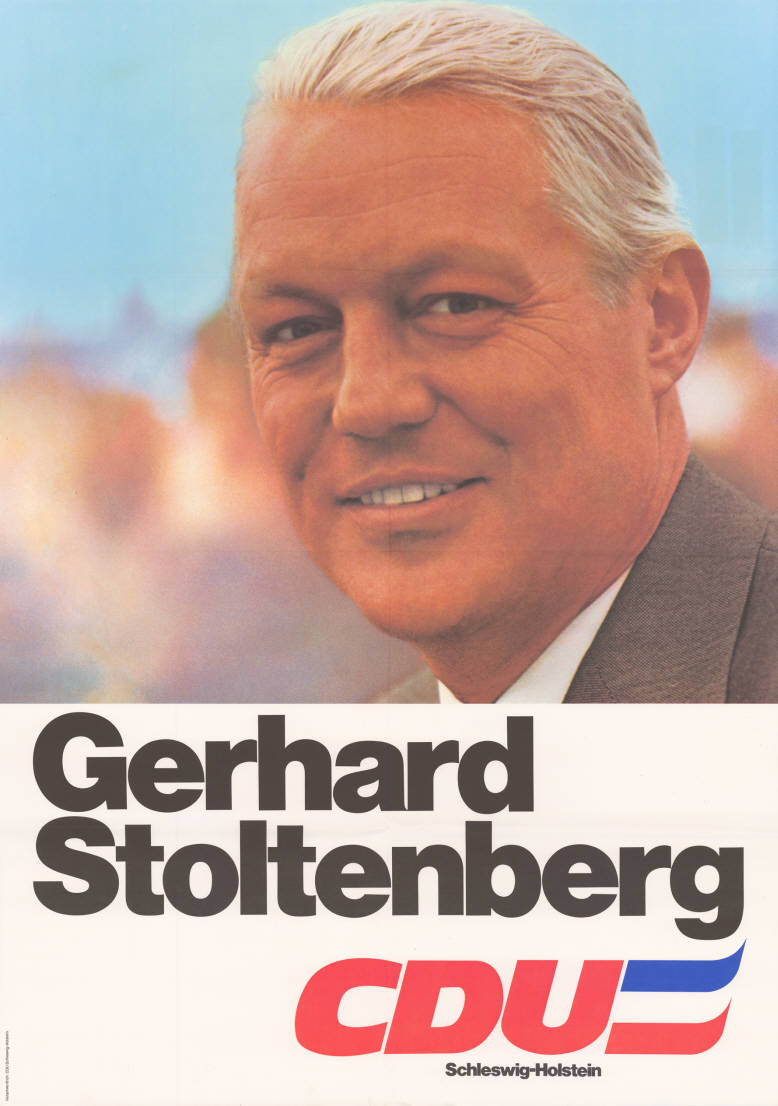
Wahlplakat der CDU mit Ministerpräsident Stoltenberg

Die 9. Landtagswahl in Schleswig-Holstein fand am 29. April 1979 statt. Ministerpräsident Gerhard Stoltenberg stellte sich erneut der Wiederwahl. Wie bereits 1975 wurde er dabei von Klaus Matthiesen, SPD-Fraktionschef und Oppositionsführer seit 1973, herausgefordert.

## Vorherige Landtagswahl
Bei der Landtagswahl 1975 hatte die CDU ihre absolute Mehrheit im Land verteidigt. Die SPD unter Klaus Matthiesen konnte die Regierung nicht übernehmen. Die FDP war mit 7,1 Prozent in den Landtag zurückgekehrt. Der von der Fünf-Prozent-Hürde befreite Südschleswigsche Wählerverband (SSW) war mit einem Abgeordneten im Landtag vertreten.

## Wahlergebnis
Wahlberechtigte: 1.893.242
Wähler: 1.576.769 (Wahlbeteiligung: 83,28 %)
Gültige Stimmen: 1.568.833
| Partei      | Stimmen   | Anteil in % | Direkt- man- date | Sitze |
| ----------- | --------- | ----------- | ----------------- | ----- |
| CDU         | 757.664   | 48,29       | 34                | 37    |
| SPD         | 653.982   | 41,69       | 10                | 31    |
| FDP         | 90.131    | 5,75        |                   | 4     |
| Grüne Liste | 38.009    | 2,42        |                   |       |
| SSW         | 22.293    | 1,42        |                   | 1     |
| DKP         | 3.123     | 0,20        |                   |       |
| NPD         | 2.825     | 0,18        |                   |       |
| KBW         | 806       | 0,05        |                   |       |
| Total       | 1.568.833 |             | 44                | 73    |

Die SPD konnte ihr Ergebnis mit 41,7 Prozent der Stimmen leicht ausbauen. Sie konnte zusammen mit ihrem anvisierten Koalitionspartner FDP (5,7 Prozent) und dem von der Fünf-Prozent-Hürde befreiten SSW (1,4 Prozent) 8742 Stimmen mehr auf sich vereinigen als die CDU, die bei leichten Verlusten auf 48,3 Prozent der Stimmen kam und weiterhin eine Mehrheit von einem Sitz hatte. Die CDU, die mit dem Wahlslogan „Mit Kopf und Herz für Schleswig-Holstein“ angetreten war, hätte die absolute Mandatsmehrheit verloren, wenn die SPD 1295 Stimmen mehr bekommen hätte. Die erstmals antretenden Grünen wurden viertstärkste Kraft, verfehlten mit 2,4 % der Stimmen aber den Einzug in den Landtag deutlich.